# Interfodera

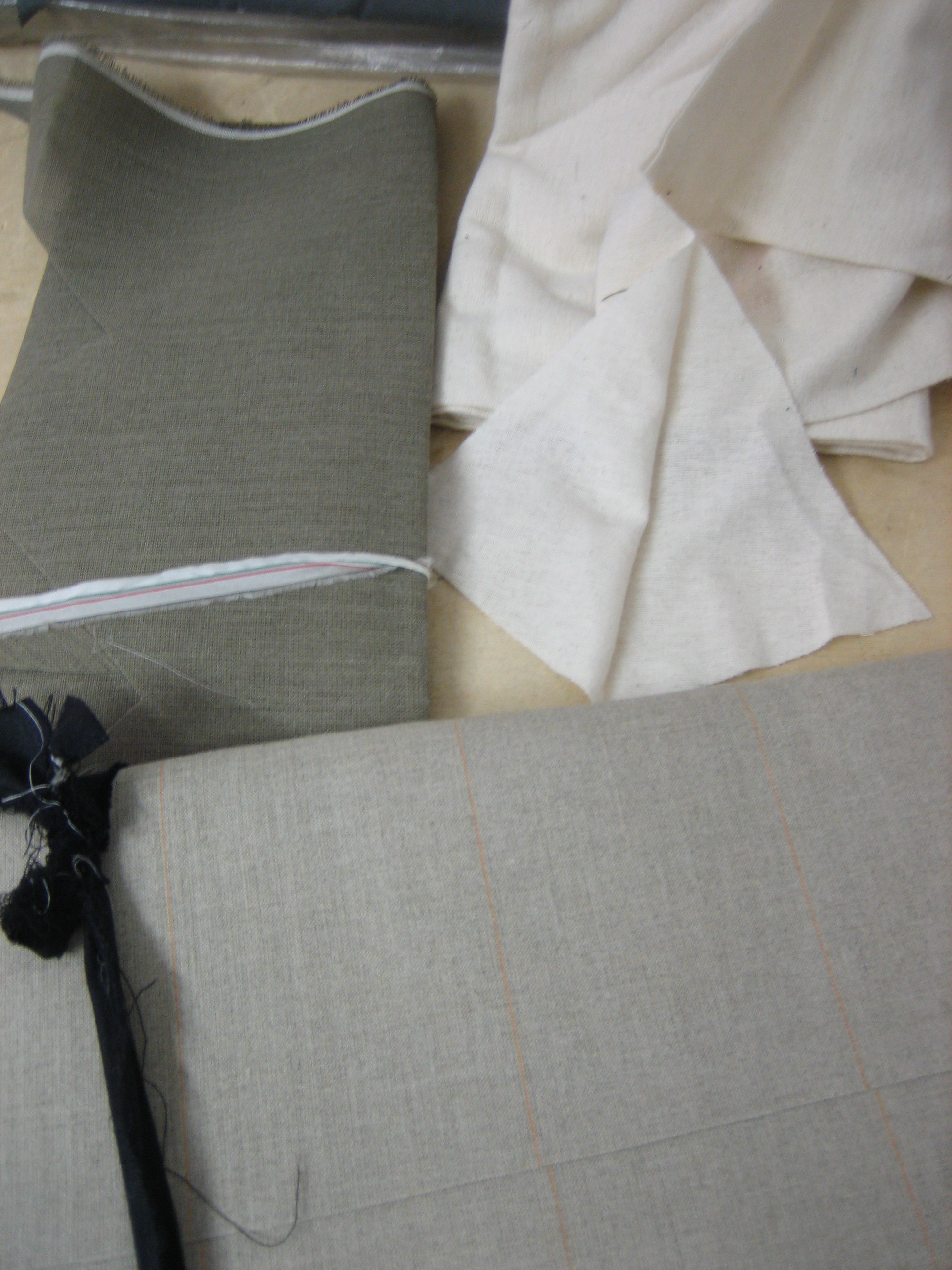
Tre tipi di interfodere: canapina pelo cammello (in basso), ovattina per compimenti (in alto a destra), tela per colli (in alto a sinistra)

L'interfodera o interno è uno strato di tela, inserito appunto all'interno di un capo di abbigliamento, tra il tessuto esterno e la fodera e quindi non visibile.
Ha vari scopi:
- controllo dei movimenti del tessuto esterno, nei lavaggi e nella stiratura.
- irrigidire leggermente il capo, in modo che mantenga la sua forma.
- creare forme e volumi, come spalle, colli.
- migliorare l'isolamento termico del capo.
- dare maggiore resistenza nei punti soggetti a deformazioni d'uso, come tasche e cinture.

I tessuti più comuni per gli interni hanno nomi specifici e sono realizzati in vari materiali che spesso sono l'origine del nome.
Fra quelli usati per le giacche di sartoria ci sono: la canapina che può essere in lino 100%, in pelo di cammello 100%,  in pelo di capra, con percentuali  di altre fibre tra cui lino e viscosa. Il crine di cavallo, che serve a dare la forma del petto e esiste sia in vero e proprio crine equino che sintetico. Le ovatte, per compimenti o imbottiture, possono essere di cotone o altre fibre vegetali oppure, ormai frequentemente, sintetiche. La silesia che è una tela di cotone usata per le tasche e i rinforzi.
Per gli interni dei capi industriali si usano anche tessuti non tessuti calandrati, prodotti con poliammide, polipropilene o poliestere; tra questi: feltri, agugliati, foam, veli di resina e biadesivi.

## Applicazione

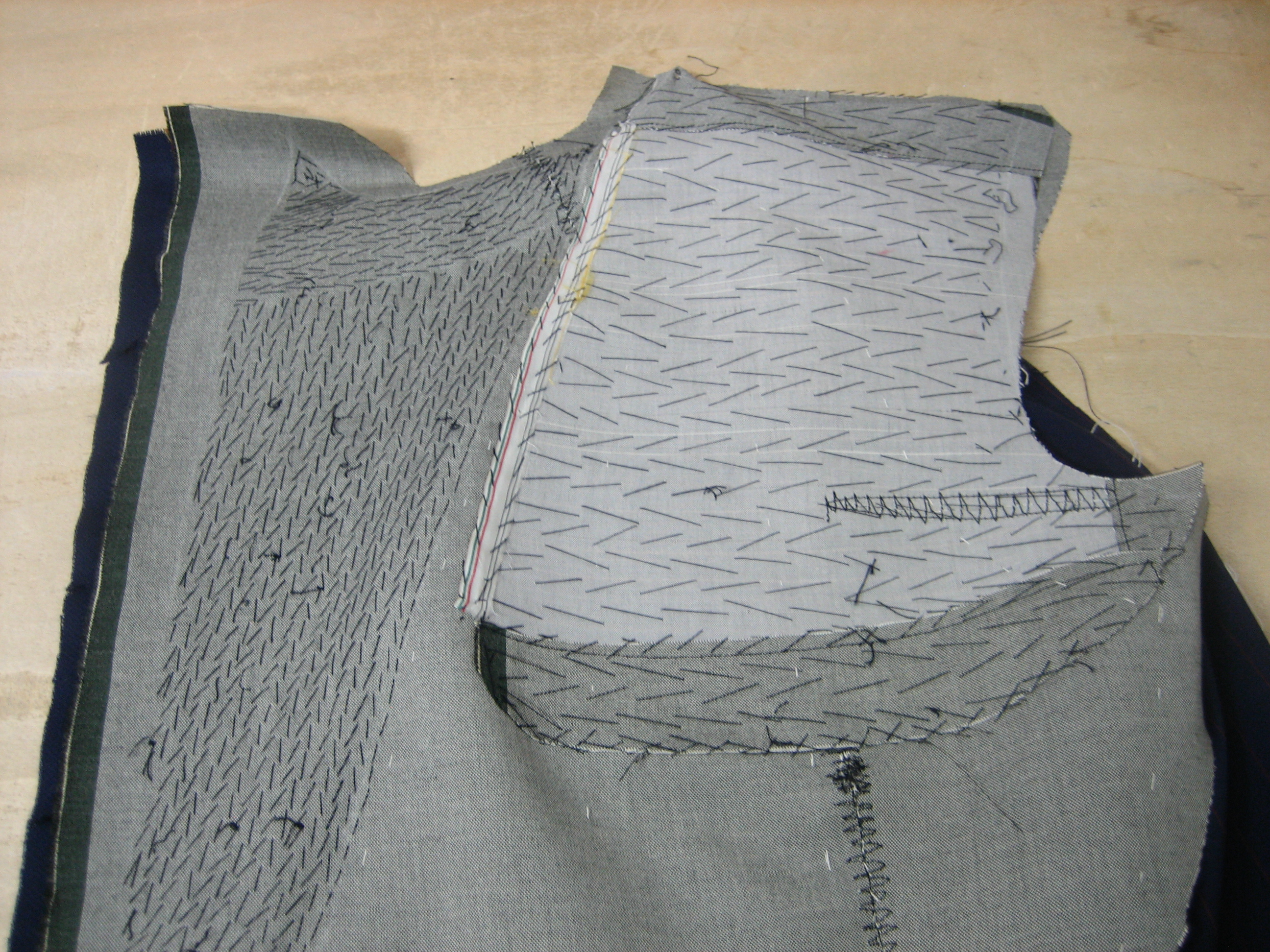
Canapina e crine di giacca doppiopetto attaccati a mano

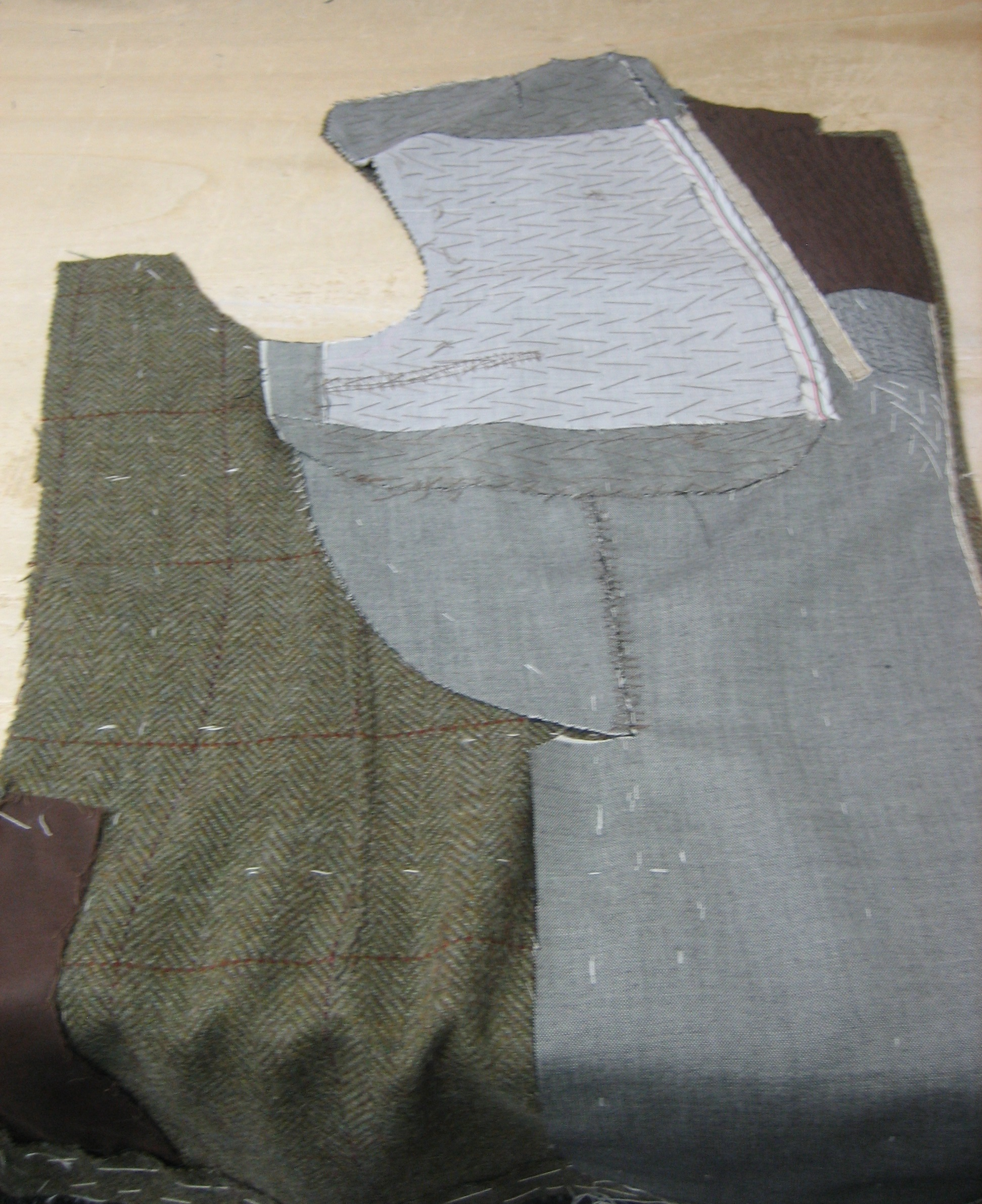
Interni di giacca in tweed a un petto applicati a mano

La tela può essere fissata in vari modi: a mano, a macchina, con adesivo termico.
- La lavorazione a mano prevede una serie di punti di cucitura manuali, nel collo e nei revers, che fissano il tessuto, rimanendo invisibili, senza modificare l'aspetto originale del tessuto stesso.
- Tramite la lavorazione a macchina non si può dare al tessuto la stessa morbidezza dei punti manuali, tuttavia come nel lavoro fatto a mano, l'interfodera rimane "libera", può scorrere indipendentemente dal resto della giacca, generando un adattamento migliore al corpo, e permette una durata della giacca superiore.
- La lavorazione con tela adesiva è più scadente, rimane incollata al tessuto, ed oltre alla maggiore rigidità, col tempo tende a staccarsi creando delle bolle deformanti.